# Огиевский, Владимир Васильевич
Владимир Васильевич Огиевский (29 апреля 1890, с. Крапивное, Курская губерния — 26 февраля 1979, Киев, УССР) — советский и украинский специалист в области радиотехники, профессор и декан радиотехнического факультета Киевского политехнического института. Заслуженный работник высшей школы УССР (1970).

## Биография
Родился в 1890 году в с. Крапивное в семье преподавателя лесной школы, затем профессора Петербургского лесного института В. Д. Огиевского. В 1906 году за участие в революционных выступлениях Владимир исключён из реального училища.
В 1907—1914 г.г. учился в Киевском политехническом институте, где также принимал участие в студенческом движении.
В 1911–1912 годах отбывал воинскую повинность в 4-й радиотелеграфной роте, сдал специальные экзамены и вышел в запас в звании прапорщика. В начале Первой мировой войны был призван на службу в действующую армию. Был начальником Главной радиостанции Юго-Западного фронта при штабе Главнокомандующего. После подготовки 1916 года на р. Кача в Крыму стал офицером «специалистом по радио и авиации» 8 армии.
В декабре 1917 года становится делегатом полкового и дивизионного комитетов Первого Всероссийского съезда радиотелеграфистов. Избирается в состав исполнительного органа съезда — Центрального Комитета. В январе 1918 г. становится председателем Совета военного радиотелеграфа ССР. Принимал участие в организации радиотелеграфа Красной Армии и заседании Совнаркома под председательством Ленина по передаче ряда военных радиостанций в народную собственность.
1919—1921 г.г. — участвует в строительстве первой в СССР мощной исследовательской радиостанции незатухающих колебаний.
С 1921 г. переводится в г. Киев, где работает начальником военной радиостанции и преподает радиотехнику в военном училище связи. Одновременно начинает педагогическую деятельность в Киевском политехническом институте, где постоянно работает после демобилизации в 1922 году.
В 1924 году под руководством В. В. Огиевского создается первая в Украине и третья на территории СССР радиовещательная станция. В последующие годы ученый принимает активное участие в строительстве таких станций в Одессе, Харькове, Днепропетровске и Тирасполе.
В 1929 году под руководством В. В. Огиевского при кафедре радиотехники была создана первая в Украине научно-исследовательская радиотехническая лаборатория и экспериментально-производственные мастерские, эксплуатация которых позволила наладить производство высоковольтных фильтровых конденсаторов для радиостанций.
В 1930 году избран профессором, назначен заведующим кафедры и деканом радиотехнического факультета Киевского энергетического института (временно выделен из состава Политехнического института).
В 1941–1944 годах — находится в эвакуации, работает профессором Свердловского индустриального института и научным сотрудником нескольких организаций, разрабатывавшие оборонную тематику.
В 1944–1962 годах — декан радиотехнического факультета Киевского политехнического института и заведующий кафедрой теоретических основ радиотехники (до 1973 года).
В 1973–1979 годах профессор-консультант той же кафедры.
Похоронен на Берковецком кладбище.

## Научная и преподавательская деятельность
В. В. Огиевский является организатором радионаправления в Киевском политехническом институте, основателем радиотехнического факультета и его деканом (более 20 лет), автором и разработчиком многих курсов и лабораторных практикумов радиотехнической специализации. Также благодаря усилиям ученого была создана научно-техническая школа радиоэлектроники в Украине.
По инициативе Владимира Васильевича создается Киевское общество «Друзей радио», которое строит в Киеве радиовещательную станцию мощностью 1 кВт. Кроме этого учёный принимает активное участие в создании радиосети на всей территории УССР.
Был ответственным редактором журнала «Известия вузов МВ и ССО СССР» из раздела «Радиоэлектроника» в 1959—1979 годах и почётным членом Украинского правления научно-технического общества радиотехники и электроники им. А. С. Попова.
Ученый принимал активное участие в общественной деятельности института. Активно привлекал к работе способную молодежь и помогал ей как в учёбе, так и материально. Вместе со студентами закладывал так называемый «Парк КПИ», который существует по сей день перед корпусами № 1 и № 4 Национального технического университета Украины в г. Киев.

В книге Я. Голованова «Королев. Хроника» (1973) встречается упоминание Сергея Королёва, которому нравился практикум по радиотехнике, о В. В. Огиевском: 
Таким повинен бути справжній інженер
. За время преподавательской деятельности. В. Огиевский воспитал 11 докторов и 33 кандидата наук, ряд лауреатов Государственных премий и директоров предприятий радиотехнической промышленности.